# 1957-1958シーズンのNBA
1957-1958シーズンのNBAは、NBAの12回目のシーズンである。シーズンは1957年10月22日に始まり、1958年4月12日に全日程が終了した。

## シーズン前

### ドラフト
ドラフトではホット・ロッド・ハンドリーがロチェスター・ロイヤルズから全体１位指名を受けている。またサム・ジョーンズがボストン・セルティックス入りした。

### その他
- フォートウェイン・ピストンズがインディアナ州フォートウェインからミシガン州デトロイトに本拠地を移し、デトロイト・ピストンズと改称した。
- ロチェスター・ロイヤルズはニューヨーク州ロチェスターからオハイオ州シンシナティに本拠地を移し、シンシナティ・ロイヤルズと改称した。

## シーズン

### オールスター
- 開催日：2月21日
- 開催地：セントルイス
- オールスターゲーム　イースト 130－118 ウエスト  MVP：ボブ・ペティット　（セントルイス・ホークス）

### イースタン・デビジョン
| チーム                         | 勝 | 負 | 勝率 | ゲーム差 |
| ------------------------------ | -- | -- | ---- | -------- |
| ボストン・セルティックス       | 49 | 23 | .681 | -        |
| シラキュース・ナショナルズ     | 41 | 31 | .569 | 8        |
| フィラデルフィア・ウォリアーズ | 37 | 35 | .514 | 12       |
| ニューヨーク・ニックス         | 35 | 37 | .486 | 14       |

### ウエスタン・デビジョン
| チーム                   | 勝 | 負 | 勝率 | ゲーム差 |
| ------------------------ | -- | -- | ---- | -------- |
| セントルイス・ホークス   | 41 | 31 | .569 | -        |
| シンシナティ・ロイヤルズ | 33 | 39 | .458 | 8        |
| デトロイト・ピストンズ   | 33 | 39 | .458 | 8        |
| ミネアポリス・レイカーズ | 19 | 53 | .264 | 22       |

### スタッツリーダー
| 部門       | 選手                 | チーム                     | 記録  |
| ---------- | -------------------- | -------------------------- | ----- |
| 得点       | ジョージ・ヤードリー | デトロイト・ピストンズ     | 2,001 |
| リバウンド | ビル・ラッセル       | ボストン・セルティックス   | 1,564 |
| アシスト   | ボブ・クージー       | ボストン・セルティックス   | 463   |
| FG%        | ジャック・トゥィマン | シンシナティ・ロイヤルズ   | 45.2  |
| FT%        | ドルフ・シェイズ     | シラキュース・ナショナルズ | 90.4  |

※1969-70シーズン以前はアベレージよりも通算でスタッツリーダーが決められていた。

### 各賞
- 最優秀選手: ビル・ラッセル, ボストン・セルティックス
- ルーキー・オブ・ザ・イヤー: ウッディ・ソウルズベリー, フィラデルフィア・ウォリアーズ
- All-NBA First Team:
  - ボブ・クージー, ボストン・セルティックス
  - ジョージ・ヤードリー, デトロイト・ピストンズ
  - ドルフ・シェイズ, シラキュース・ナショナルズ
  - ボブ・ペティット, セントルイス・ホークス
  - ビル・シャーマン,ボストン・セルティックス

### シーズン概要
- ジョージ・ヤードリーは史上初めてシーズン通算2000得点を突破し、得点王に輝いた。
- ビル・ラッセルは初のリバウンド王、ボブ・クージーは5年連続でアシスト王に輝いたが、ビル・シャーマンが4年間守ってきたフリースロー成功率1位の座から陥落したため、ボストン・セルティックスの三冠達成はならなかった。
- ビル・ラッセルは黒人選手として初めてMVPを獲得した。しかしオールNBAチームでは2ndチームに甘んじ、MVPに選ばれながら1stチームには選ばれなかった史上唯一の選手となった。
- ショットクロック導入以来右肩上がりで上昇続けるリーグ全体の平均得点が、このシーズンにはついに100得点を突破し、平均106.6得点を記録した。

## プレーオフ・ファイナル
|  | Division Semifinals | Division Semifinals | Division Semifinals |                |   | Division Finals | Division Finals | Division Finals |  |  | NBA Finals | NBA Finals | NBA Finals |
|  |                     |                     |                     |                |   |                 |                 |                 |  |  |            |            |            |
|  |                     |                     |                     |                |   |                 |                 |                 |  |  |            |            |            |
|  |                     | 1                   | ホークス            | 4              |   |                 |                 |                 |  |  |            |            |            |
|  | Western Division    | 1                   | ホークス            | 4              |   |                 |                 |                 |  |  |            |            |            |
|  |                     |                     | 2                   | ピストンズ     | 1 |                 |                 |                 |  |  |            |            |            |
|  | 3                   | ロイヤルズ          | 2                   | ピストンズ     | 1 | 0               |                 |                 |  |  |            |            |            |
|  | 3                   | ロイヤルズ          |                     |                |   | 0               |                 |                 |  |  |            |            |            |
|  | 2                   | ピストンズ          | 2                   |                |   |                 |                 |                 |  |  |            |            |            |
|  |                     |                     |                     |                |   |                 |                 |                 |  |  | W1         | ホークス   | 4          |
|  |                     |                     | E1                  | セルティックス | 2 |                 |                 |                 |  |  |            |            |            |
|  |                     |                     |                     |                |   |                 |                 |                 |  |  |            |            |            |
|  |                     |                     |                     |                |   |                 |                 |                 |  |  |            |            |            |
|  |                     | 1                   | セルティックス      | 4              |   |                 |                 |                 |  |  |            |            |            |
|  | Eastern Division    | 1                   | セルティックス      | 4              |   |                 |                 |                 |  |  |            |            |            |
|  |                     |                     | 3                   | ウォリアーズ   | 1 |                 |                 |                 |  |  |            |            |            |
|  | 3                   | ウォリアーズ        | 3                   | ウォリアーズ   | 1 | 2               |                 |                 |  |  |            |            |            |
|  | 3                   | ウォリアーズ        |                     |                |   | 2               |                 |                 |  |  |            |            |            |
|  | 2                   | ナショナルズ        | 1                   |                |   |                 |                 |                 |  |  |            |            |            |

前季ファイナルで死闘を繰り広げたセントルイス・ホークス対ボストン・セルティックスのカードが二年連続でファイナルで実現した。セルティックスにとっての悲劇は1勝1敗で迎えた第3戦で発生した。ビル・ラッセルがボブ・ペティットのシュートをブロックした際、そのままペティットの足の上に着地してしまい、足首を捻挫してしまったのである。ラッセルの不在が響きこのゲームを落としたセルティックスは、続く第4戦をラッセル抜きで勝利した。しかし第5戦はホークスがものにし、3勝2敗でいよいよ優勝に王手を掛けた。

### ペティット猛襲
後がなくなったセルティックスは第7戦、ラッセルが足を引きずりながらもコートに戻ったが、この日ホークスのエース、ボブ・ペティットがプレーオフ史上に残る圧倒的なパフォーマンスを披露する。前半だけで19得点をあげたペティットの活躍で、第3Qまではホークスがリードを保っていた。しかし第4Qに入るとセルティックスが反撃に打って出、86-84と逆転を果たされると、ここからペティットの類稀な得点能力が爆発。セルティックスのダブルチーム、トリプルチームをものともせず、ホークスの最後の21得点のうち18得点をあげる活躍をし、再びホークスのリードを奪い返した。108-107とその差は僅か1点で迎えた試合時間残り16秒。逆転に一縷の望みを託すセルティックスはペティットにディフェンスを集中させた。シュートはフリーとなったスレーター・マーティンが打ったが、これはリムに弾かれた。このリバウンドを抑えればセルティックスの逆転の可能性が出てくるが、このボールをペティットがティップショットで見事にゴールに押し込み、セルティックスの希望を断ち切った。最終的には110-109でホークスが勝利し、前季のリベンジを果たすとともにホークスの初優勝を決めた。ペティットがこの日積み上げた50得点の記録は、当時のプレーオフ記録となった。
この年の優勝が、2008年現在までホークスにとっての唯一の優勝となっている。ホークスとセルティックスは、1年を置いて1961年のファイナルにて三度相見える。

## ラストシーズン
- アーニー・ライゼン　（1948-58）
- ハリー・ギャラティン　（1948-57）
- モーリス・ストークス　（1955-57）　オールラウンドな選手として活躍したが、試合中の不慮の事故により、僅か3シーズンで引退を余儀なくされた。